# NGC 6946
Coordenades:  20h 34m 52.3s; +60° 09′ 14″
NGC 6946 és una galàxia espiral que es troba aproximadament a 22 milions d'anys llum de distància (5.5 megaparsecs segons SIMBAD) en el límit de les constel·lacions de Cefeu i Cigne. Pertany també al Catàleg Caldwell. Apareix vista de front, sent la seva magnitud aparent 9,6. Va ser descoberta per William Herschel el 9 de setembre de 1798.
NGC 6946 apareix enfosquida per matèria interestel·lar de la Via Làctia, ja que està bastant propera al plànol galàctic. Deu supernoves s'han observat en aquesta galàxia: SN 1917A, SN 1939C, SN 1948B, SN 1968D, SN 1969P, SN 1980K, SN 2002hh i SN 2004et.
Per això també és coneguda com a Galàxia dels Focs Artificials.
No obstant això, és el naixement d'estels en la galàxia i no l'aparició de supernoves el que confereix a NGC 6946 la seva colorida aparença. A causa de raons no completament enteses (pel que sembla, interaccions gravitatòries passades amb altres galàxies i la presència d'una barra al seu centre), experimenta un índex més alt de formació estel·lar que totes les grans galàxies del nostre entorn, i a més no només és una de les galàxies de brot estel·lar més properes —contenint per exemple un supercúmul estel·lar amb una massa estimada en entre 500 mil i 2 milions de masses solars— sinó també una galàxia molt rica en hidrogen neutre i hidrogen molecular. El pròdig naixement d'estels eventualment comporta a un nombre més gran d'explosions de supernoves.
Igual que M101, aquesta galàxia de bulb galàctic petit sembla mancar d'un forat negre supermassiu al seu centre.
NGC 6946 ha estat inclosa a l'Atlas of Peculiar Galaxies de Halton Arp amb el número Arp 29, sent considerada allà "una galàxia amb un braç espiral ben definit".